# Premio José Donoso
El Premio José Donoso o Premio Iberoamericano de Letras José Donoso es un premio de literatura chileno otorgado por la Universidad de Talca desde 2001. El galardón se otorga anualmente a la obra de un escritor en los géneros de poesía, narrativa, teatro o ensayo latinoamericano, en idioma español o portugués.
La entrega del premio se efectúa durante la realización de la Feria Internacional del Libro de Santiago. El premio se otorga en memoria del novelista José Donoso. El jurado está conformado por 5 destacadas personalidades del mundo literario y académico iberoamericano. El Premio no puede ser declarado desierto. Su coordinador fue, hasta su fallecimiento, el doctor en Literatura y profesor de la Universidad de Talca, Javier Pinedo.

## Lista de galardonados
| Año  | Ganador                                | Fotografía |
| ---- | -------------------------------------- | ---------- |
| 2001 | José Emilio Pacheco (1939-2014)        |            |
| 2002 | Beatriz Sarlo (1942-2024)              |            |
| 2003 | Isabel Allende                         |            |
| 2004 | Antonio Cisneros (1942-2012)           |            |
| 2005 | Ricardo Piglia (1941-2017)             |            |
| 2006 | António Lobo Antunes                   |            |
| 2007 | Miguel Barnet                          |            |
| 2008 | Javier Marías (1951-2022)              |            |
| 2009 | Jorge Volpi                            |            |
| 2010 | Diamela Eltit                          |            |
| 2011 | Sergio Ramírez                         |            |
| 2012 | Juan Villoro                           |            |
| 2013 | Pedro Lemebel (1952-2015)              |            |
| 2014 | Silviano Santiago                      |            |
| 2015 | Rodrigo Rey Rosa                       |            |
| 2016 | Pablo Montoya                          |            |
| 2017 | Raúl Zurita                            |            |
| 2018 | Mario Bellatin                         |            |
| 2019 | Cristina Peri Rossi                    |            |
| 2020 | Suspendido por la pandemia de COVID-19 |            |
| 2021 | Cristina Rivera Garza                  |            |
| 2022 | Samanta Schweblin                      |            |
| 2023 | Lina Meruane                           |            |
| 2024 | Mariana Enríquez                       |            |